# Capasa euphyes
Capasa euphyes là một loài bướm đêm trong họ Geometridae.